# Teoria dell'informazione integrata
La teoria dell'informazione integrata (Integrated Information Theory, IIT) è una teoria proposta originariamente dal neuroscienziato Giulio Tononi nel 2004 che cerca di fornire un quadro in grado di spiegare perché alcuni sistemi fisici (come il cervello umano) sono coscienti, e quali caratteristiche dovrebbero possedere altri sistemi fisici per essere anch'essi considerati coscienti. In linea di principio, qualora tale teoria venisse completata e fosse ampiamente verificata in condizioni controllate, potrebbe fornire una misurazione scientifica di quanto un sistema fisico è cosciente, e perfino una descrizione di quale particolare esperienza sta avendo. Nell'IIT si suppone che la coscienza di un sistema (come esso è soggettivamente) sia identica alle determinate sue proprietà causali (come esso è oggettivamente).
È una delle teorie principale che mirano a spiegare il funzionamento della coscienza, insieme alla teoria dello spazio di lavoro globale, la teoria dell'identità mente-corpo, e alla teoria dell'identità mente-oggetto.

## Principi Fondamentali dell'IIT
L'IIT sostiene che la coscienza emerge non solo dalla capacità di un sistema di elaborare informazioni, ma dalla sua capacità di integrarle in maniera unitaria. Un sistema altamente integrato non può essere ridotto a parti indipendenti senza perdere qualcosa di essenziale riguardo alla sua funzione o al suo stato.
Integrazione
L'esperienza fenomenica è unitaria e coerente. Nonostante la vasta quantità di informazioni sensoriali e cognitive che riceviamo e elaboriamo, la nostra esperienza cosciente si presenta come un singolo campo unitario piuttosto che come un insieme disconnesso di parti indipendenti. Φ mira a quantificare questa integrazione di informazioni, assumendo che un alto livello di integrazione sia una caratteristica fondamentale della coscienza.
Differenziazione
La nostra esperienza fenomenica è incredibilmente ricca e varia; possiamo distinguere tra un'enorme varietà di stati mentali e percezioni. L'IIT propone che questa capacità di differenziazione sia catturata dalla misura di Φ, poiché sistemi con un alto grado di differenziazione (cioè con un vasto repertorio di possibili stati) dovrebbero essere in grado di generare esperienze più complesse e sfumate.
Esclusione
Ogni esperienza fenomenica specifica esclude tutte le altre possibili esperienze in quel dato momento. L'IIT riflette questa caratteristica attraverso il principio di esclusione, che afferma che in un sistema cosciente, solo l'insieme di informazioni più integrato e coeso costituirà l'esperienza cosciente in un dato momento. Questo principio cerca di modellare la natura definita e limitata di ogni esperienza fenomenica.
Specificità
Le esperienze fenomeniche sono specifiche nel contenuto. Ciascuna esperienza ha dettagli e qualità distintive. L'IIT cerca di spiegare questa specificità attraverso la sua enfasi sulla struttura specifica delle connessioni e delle interazioni in un sistema che integra le informazioni. Il modo in cui le parti di un sistema sono collegate e interagiscono determina le specifiche qualità dell'esperienza cosciente.

## Misurazione della Coscienza
Il "Φ" (phi) è un tentativo di quantificare quanto efficacemente un sistema integra le informazioni. Un valore più alto di Φ indicherebbe un livello di coscienza più elevato, suggerendo che l'informazione è processata in modo più unitario e indipendente dalle parti componenti del sistema. L'IIT propone che Φ possa essere misurato analizzando le interazioni tra le parti di un sistema (ad esempio, il cervello) per determinare quanto stretta sia l'integrazione delle informazioni.

## Critiche e Sviluppi
La teoria ha suscitato un intenso dibattito, con critiche che si concentrano sulla difficoltà di misurare Φ, sulla sua applicabilità a sistemi non biologici e sulla questione se l'integrazione delle informazioni sia effettivamente la base della coscienza. Nonostante queste critiche, l'IIT rimane una delle teorie più discusse e influenti nella ricerca sulla coscienza, stimolando ulteriori ricerche empiriche e teoriche nel tentativo di comprendere meglio la natura della coscienza umana e non umana.
In sintesi, l'IIT tenta di spiegare perché e come certi stati di informazione integrata corrispondano all'esperienza fenomenica attraverso una serie di principi e misure quantitativi. Questi tentativi di correlazione tra le proprietà dell'informazione integrata e le qualità dell'esperienza fenomenica sono al cuore degli sforzi dell'IIT di fornire una spiegazione scientifica e matematicamente rigorosa della natura della coscienza.
Nel 2023 la teoria è stata oggetto di un deciso attacco da parte di oltre 124 studiosi di varia provenienza che l'hanno accusata di non fornire elementi empirici convincenti. Nello stesso periodo però è anche oggetto di verifica in numerosi progetti che sono stati definiti di cooperazione competitiva da autorevoli scienziati
.